# Criolipólisis
La criolipólisis es un procedimiento médico no invasivo para la eliminación de grasa corporal, tonificación de la piel y coadyuvante en el tratamiento de la celulitis mediante la aplicación de frío. El método, desarrollado por científicos del Massachusetts General Hospital y de la Universidad de Harvard, en Boston (Estados Unidos), inicialmente se utilizó un dispositivo con forma de placa  y actualmente se utilizan copas 360 grados para enfriar los adipocitos (células grasas). La aplicación de frío genera apoptosis celular del adipocito y alta estimulacion de colágeno . El procedimiento puede ser una alternativa a la liposucción, con la diferencia de que no es invasivo y de bajo riesgo para el paciente. Actualmente hay numerosos estudios médicos científicos que avalan los resultados positivos como tratamiento moldeador. 
La criolipólisis no invasiva para la reducción de la grasa subcutánea no afecta a los niveles de lípidos séricos o las pruebas funcionales hepáticas. Es un nuevo método no invasivo para reducir la capa de grasa y ha demostrado reducir significativamente el grosor de esta sin dañar la piel u otros tejidos circundantes. Los adipocitos expuestos al frío sufren una lesión fatal y entran en apoptosis, hecho demostrado en estudios con muestras cultivadas.
Los estudios clínicos mostraron que el enfriamiento no invasivo para iniciar la muerte de los adipocitos lleva a una reducción en el grosor de la capa de grasa, demostrada tanto en mediciones con ultrasonidos como por observación a simple vista. La pérdida de volumen del tejido adiposo es gradual, y corresponde a la fase de eliminación de los adipocitos muertos por un proceso inflamatorio que alcanza su pico 2 o 3 meses después de la exposición al frío. Posiblemente, el proceso de la apoptosis de los adipocitos y limpieza de los lípidos libres puede resultar en incrementos de lípidos séricos.
Para mayor tranquilidad, sin embargo, estudios de criolipólisis en animales han mostrado que después de un tratamiento en una superficie grande que dio una reducción del 30 al 50% en el grosor de la capa de grasa, los niveles de lípidos séricos permanecieron dentro de los límites normales a lo largo de los 3 meses posteriores. Sin embargo, existen muy pocos datos de los efectos de la criolipólisis en los lípidos séricos en seres humanos. Es más, la apoptosis con liberación de ácidos grasos libres y adipocitocinas se ha postulado como posible factor patogénico de la esteatosis hepática no alcohólica. Por otro lado, hay un estudio científico publicado en la revista científica Lasers and Surgery Medicine, según el cual los niveles de lípidos séricos y hepáticos no han sido afectados y que el tratamiento es seguro y bien tolerado.